# Saint-Julien-la-Genête
Saint-Julien-la-Genête är en kommun i departementet Creuse i regionen Nouvelle-Aquitaine i de centrala delarna av Frankrike. Kommunen ligger i kantonen Évaux-les-Bains som tillhör arrondissementet Aubusson. År 2022 hade Saint-Julien-la-Genête 218 invånare.

## Befolkningsutveckling
Antalet invånare i kommunen Saint-Julien-la-Genête
Referens:INSEE